# 폴 배런

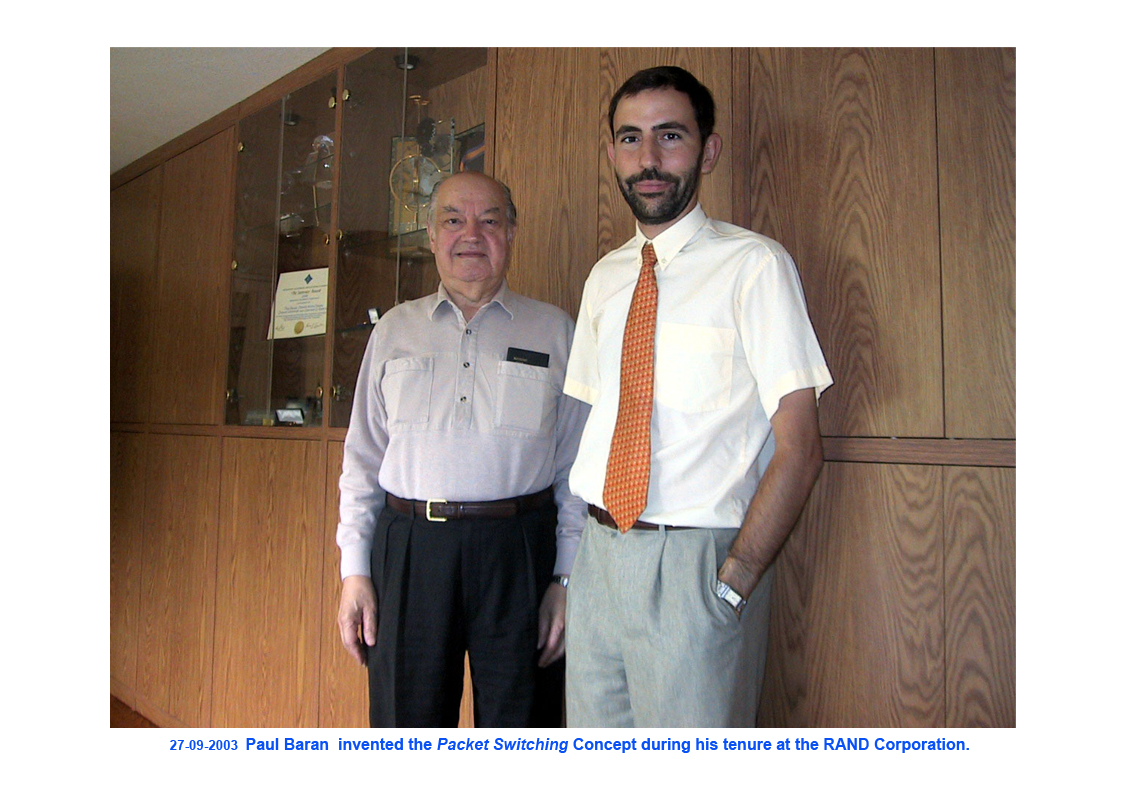

폴 배런(Paul Baran, Pesach Baran /ˈbærən/ 출생; 1926년 4월 29일 – 2011년 3월 26일)은 컴퓨터 네트워크 개발의 선구자였던 폴란드계 미국인 엔지니어였다. 오늘날 전 세계 컴퓨터 네트워크에서 데이터 통신의 지배적인 기반이 되는 패킷 교환의 독립적인 발명가 두 명 중 한 명이며, 계속해서 여러 회사를 창업하고 현대 디지털 통신의 필수적인 부분인 기타 기술을 개발했다.

## 어린시절
1926년 4월 29일 그로드노(당시 폴란드 제2공화국, 1945년 이후 벨로루시의 일부)에서 태어났다. 그는 리투아니아계 유대인 가족의 세 자녀 중 막내였으며 이디시어로 "Pesach"라는 이름을 가졌다. 그의 가족은 1928년 5월 11일 미국으로 이주하여 보스턴에 정착했고 나중에 필라델피아에 정착했으며, 그곳에서 그의 아버지(Morris "Moshe" Baran, 1884–1979)는 식료품점을 열었다. 그는 1949년에 드렉셀 대학교(당시 Drexel Institute of Technology)에서 전기 공학 학위를 취득했다. 그 후 그는 에커트-마우클리 컴퓨터 컴퍼니(Eckert-Mauchly Computer Company)에 입사하여 미국 최초의 상업용 컴퓨터 브랜드인 유니박 모델에 대한 기술 작업을 수행했다. 1955년에 그는 에블린 머피(Evelyn Murphy)와 결혼하여 로스앤젤레스로 이주한 후 휴즈 항공에서 레이더 데이터 처리 시스템 분야에서 일했다. 그는 1959년 UCLA에서 야간 수업을 듣는 동안 고문 제럴드 에스트린(Gerald Estrin)과 함께 공학 석사 학위를 취득했다. 그의 논문은 문자 인식에 관한 것이었다. 배런은 처음에 박사 학위를 취득하기 위해 UCLA에 머물렀지만, 과중한 여행과 업무 일정으로 인해 박사 과정을 포기하게 되었다.